# Des Bleus et du blues
Des Bleus et du blues est la cinquante-septième histoire de la série Les Tuniques bleues de Lambil et Raoul Cauvin. Elle est publiée pour la première fois du no 3225 au no 3235 du journal Spirou, puis en album en 2000.

## Résumé
Abigail, la sœur du capitaine Stilman, sauvée des Sudistes dans l'album précédent, décide d'épouser son sauveur, le capitaine Stark. Cela ne convient pas du tout à son frère qui refuse « qu'un tel imbécile rentre dans la famille ». Il charge alors Chesterfield et Blutch d'escorter Abigail à l'arrière, où se tient une importante réunion d'état-major nordiste, dans l'espoir qu'elle trouvera un autre prétendant...

## Personnages
- Caporal Blutch
- Sergent Chesterfield
- Général Alexander
- Ulysses Grant
- Capitaine d'État-Major Stephen Stilman
- Abigaïl Stilman
- Amélie Appeltown
- Georges Appeltown
- Page 24 sont représentés six véritables généraux nordistes : John Aaron Rawlins, William Tecumseh Sherman, Joseph Hooker, George McClellan et Robert Brown Potter (en).
- Page 25 sont représentés quatre autres généraux nordistes : John F. Reynolds, George G. Meade, William Starke Rosecrans & Ambrose Burnside.